# Szafiarki

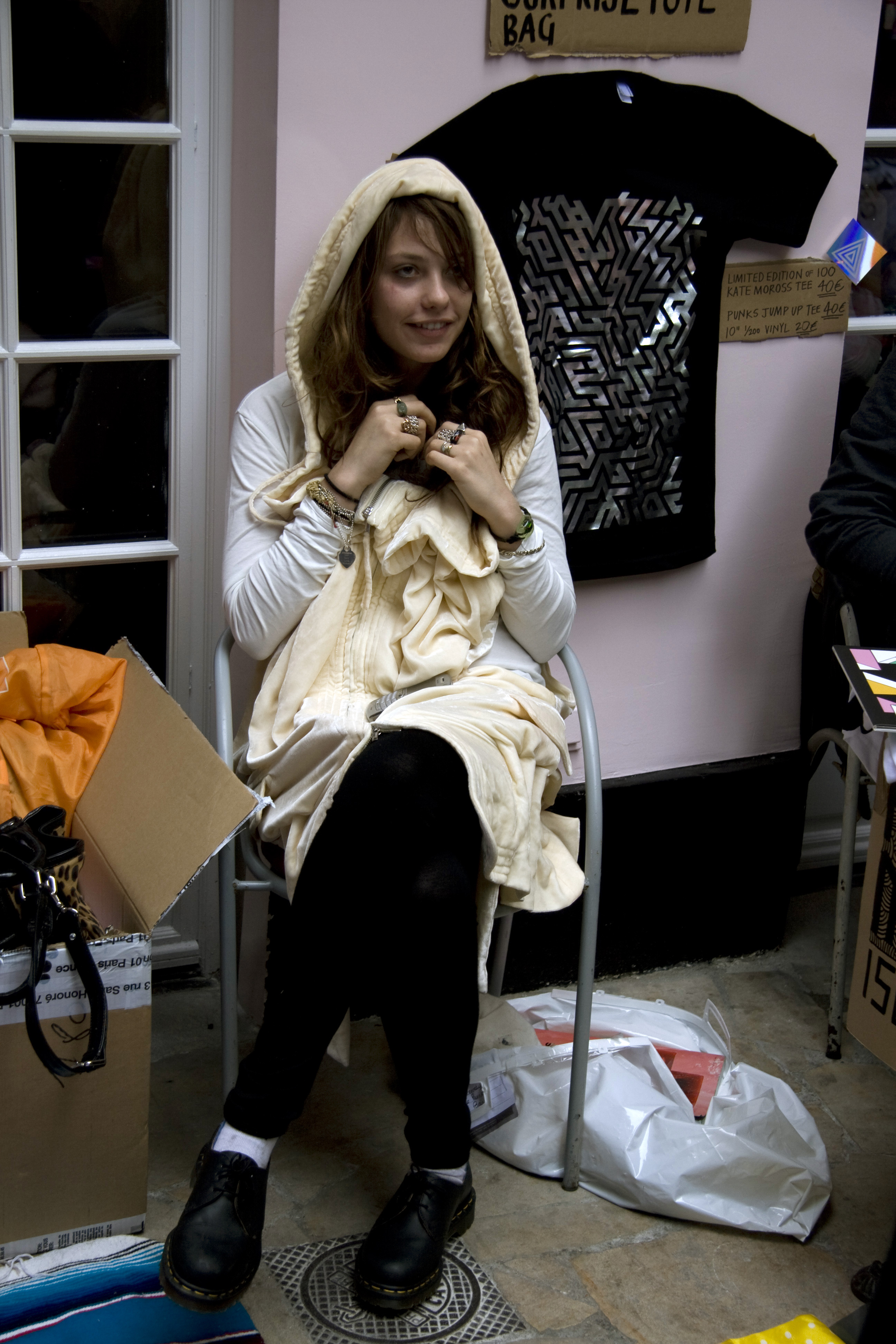
Cory Kennedy – pierwowzór szafiarki

Szafiarki – społeczność internetowa, skupiająca przede wszystkim kobiety, prezentujące w internecie swój styl ubierania się poprzez publikację na blogach i portalach internetowych swoich zdjęć w różnych zestawach ubrań.

## Historia szafiarstwa
Pomysł na prezentowanie w internecie swojej prywatnej kolekcji strojów rozpropagowała Amerykanka Cory Kennedy.
W 2007 roku powstał pierwszy polski blog tego typu – Szafa Sztywniary, na którym po raz pierwszy pojawiła się nazwa „szafiarki”. W 2009 roku podobnych blogów było ponad 200, a ich liczba ciągle rośnie. W grudniu 2011 r. zanotowano ponad 700 aktywnych blogów szafiarskich. Na fali popularności szafiarstwa i mody ulicznej (street fashion) wyrosło wiele forów i portali internetowych opartych na formule prezentowania swoich zestawów kreacji przez zarejestrowane użytkowniczki.

## Ważniejsze polskie szafiarki-influencerki
W lutym 2013 przez Ogólnopolskie Panel Badawczy ARIADNA zostało przeprowadzone badanie polskiej blogosfery zgodnie z regułami sztuki badawczej.
| Miejsce | Blogerka         |
| ------- | ---------------- |
| 1       | Make Life Easier |
| 2       | Honorata Skarbek |
| 3       | Fashionelka      |
| 4       | Glamourina       |
| 5       | Charlize Mystery |
| 6       | Macademian Girl  |
| 7       | Maffashion       |
| 8       | Raspberry & Red  |
| 9       | Jemerced         |
| 10      | Jestem Kasia     |

| Miejsce | Blogerka         |
| ------- | ---------------- |
| 1       | Make Life Easier |
| 2       | Honorata Skarbek |
| 3       | Maffashion       |
| 4       | Fashionelka      |
| 5       | Raspberry & Red  |
| 6       | Jestem Kasia     |
| 7       | Macademian Girl  |
| 8       | Jemerced         |
| 9       | Glamourina       |
| 10      | Charlize Mystery |

| Miejsce | Blogerka         |
| ------- | ---------------- |
| 1       | Honorata Skarbek |
| 2       | Make Life Easier |
| 3       | Raspberry & Red  |
| 4       | Maffashion       |
| 5       | Glamourina       |
| 6       | Fashionelka      |
| 7       | Jemerced         |
| 8       | Macademian Girl  |
| 9       | Jestem Kasia     |
| 10      | Charlize Mystery |

| Miejsce | Blogerka         |
| ------- | ---------------- |
| 1       | Honorata Skarbek |
| 2       | Make Life Easier |
| 3       | Raspberry & Red  |
| 4       | Maffashion       |
| 5       | Glamourina       |
| 6       | Fashionelka      |
| 7       | Jemerced         |
| 8       | Macademian Girl  |
| 9       | Jestem Kasia     |
| 10      | Charlize Mystery |